# Margrafiatul Moraviei
Margrafiatul Moraviei sau Marca de Moravia (în cehă Markrabství moravské) a fost o monarhie în Europa Centrală care a existat între anii 1182 și 1918 pe teritoriul regiunii istorice Moravia. Capitala margrafiatului a fost Olomouc până în 1641, apoi Brno până în 1918.
Margrafiatul Moraviei împreună cu Regatul Boemiei și Ducatul Sileziei austriece au format teritoriul central al Țărilor Coroanei boeme. În 1526 Margrafiatul Moraviei a intrat în stăpânirea Habsburgilor și începând din 1804 a fost una dintre țările Coroanei Imperiului Austriac. Din 1867 a făcut parte din Austro-Ungaria. După Primul Război Mondial, margrafiatul a fost dizolvat, Moravia devenind parte a noii Republici Cehoslovace.

## Istorie

### Începuturile margrafiatului
Până la mijlocul secolului I î.Hr. regiunea în care este situată Moravia a fost locuită de celți. Aceștia au fost succedați de populații germanice care au fost înlocuite la rândul lor de populația slavă. La începutul secolului al IX-lea a apărut imperiul Moravia Mare. Odată cu decăderea acestuia, Moravia a devenit obiectul disputelor dintre Ungaria și Boemia. După o scurtă cârmuire poloneză, în 1029 Boemia a reușit să-și impună stăpânirea asupra Moraviei până în 1182 când împăratul romano-german Frederic I Barbarossa a creat Margrafiatul Moraviei aflat în nemijlocire imperială.
Totuși, margrafiatul nu a fost înființat deodată, ci printr-un proces treptat. Nu a fost creată o nouă unitate teritorială, statală, dar schimbarea guvernării în Moravia este asociată cu o reevaluare a relației dintre Boemia și Moravia. Înființarea Margrafiatului Moraviei nu a fost cauzată de factori externi, ci și-a avut originea în disputele interne din dinastia Přemyslid.

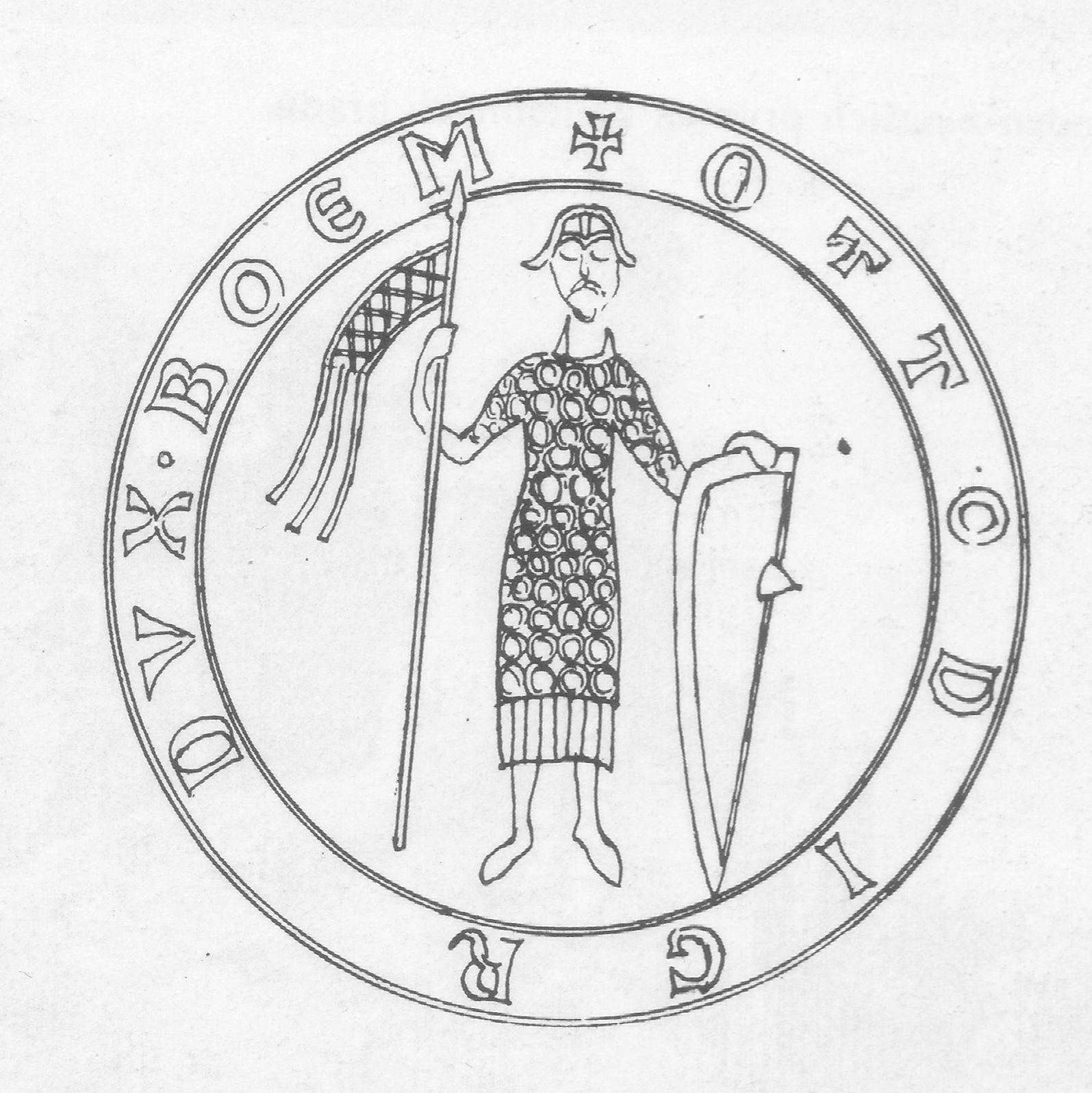
Sigiliul primului margraf al Moraviei, Conrad al III-lea Otto

Primul margraf al Moraviei care a unit pentru prima dată toate cele trei posesiuni ale familiei Přemyslid din Moravia (Brno, Olomouc, Znojmo) a fost Conrad al III-lea Otto de Znojmo (mai târziu principe al Boemiei sub numele Conrad al II-lea). În 1182 împăratul Frederic I Barbarossa i-a acordat Moravia lui Conrad ca feudă, însă acesta a fost margraf al Moraviei doar o scurtă perioadă de timp (1182–1191). După ce Conrad a urcat pe tronul Praga, titlul de Margraf al Moraviei a încetat să mai existe, dar curând (în 1197) titlul a fost restaurat definitiv de Vladislav Henric, care a renunțat la guvernarea în Praga în favoarea fratelui său, Ottokar I, mulțumiindu-se cu Margrafiatul Moraviei.
Mai târziu membrii dinastiei Přemyslid au cârmuit Boemia ca regi. Dinastia a durat timp de aproape 300 de ani, începând cu primul principe morav, Břetislav I (1029) până la stingerea ei în 1306, fiind urmată prin moștenire de Casa de Habsburg prin Rudolf I care a cârmuit margrafiatul doar timp de 1 an.

### Sub cârmuirea Casei de Luxemburg (până în 1437)

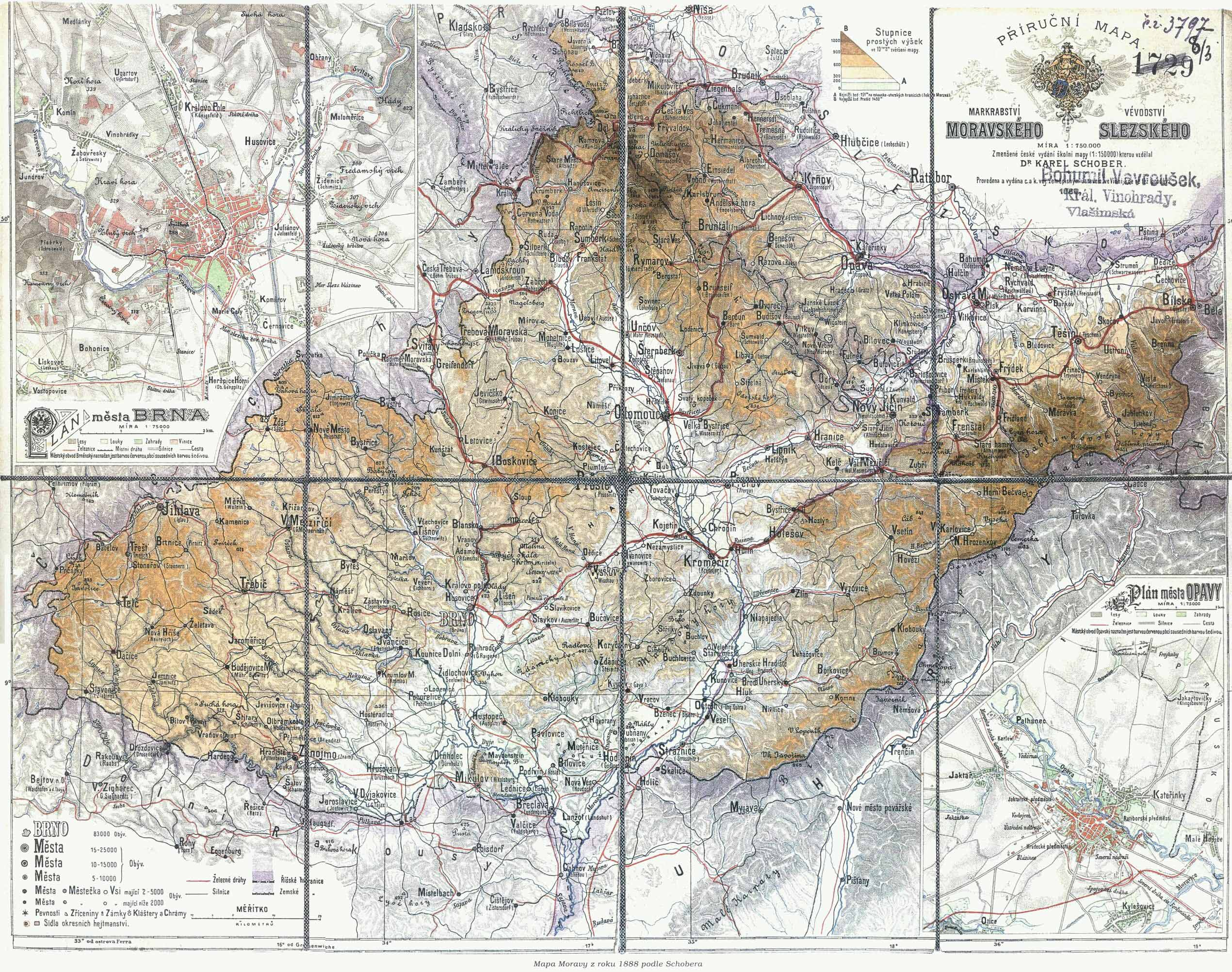
Moravia și Ducatul Sileziei austriece (1888)

În 1310 Ioan de Luxemburg a devenit regele Boemiei și margraful Moraviei, care a trecut astfel în stăpânirea Casei de Luxemburg. Acesta a fost succedat de fiul său, Carol al IV-lea. Sub conducerea lui, Moravia și Boemia au cunoscut o dezvoltare economică deosebită. Totuși, Carol a cârmuit ca margraf doar o scurtă perioadă de timp și în 1349 a fost succedat de fratele său, Ioan Henric de Luxemburg. În 1375 acesta a fost urmat ca margraf al Moraviei de fiul său, Jobst (d. 1411) care a împărțit stăpânirea cu frații săi, Procop (d. 1405) și Ioan Sobeslav (d. 1394). Sigismund a fost ultimul rege al Boemiei din Casa de Luxemburg care a cârmuit Margrafiatul Moraviei. După moartea sa în 1437, trei dinastii s-au succedat la conducerea margrafiatului într-o perioadă scurtă de timp: Casa de Habsburg până în 1457, apoi Casa de Poděbrady până în 1469, iar din 1479 până în 1490, Moravia a făcut parte din Regatul Ungariei cârmuit de Matia Corvin, trecând apoi sub conducerea Dinastiei Jagiellone până în 1526.

### Sub cârmuirea Casei de Habsburg (până în 1867)
În 1469 Moravia a intrat sub stăpânirea regelui Ungariei, Matia Corvin. Acesta a fost ales rege al Boemiei în același an cu sprijinul nobilimii morave. El nu a reușit să se impună în Regatul Boemiei, însă a deținut de facto puterea în Moravia. În 1479 prin Pacea de la Olomouc s-a ajuns la un acord între regele Vladislav al II-lea al Boemiei și Matia Corvin, acestuia fiindu-i permis să păstreze Moravia până la sfârșitul vieții.
După ce otomanii au cucerit cea mai mare parte a Ungariei, Habsburgii au preluat puterea în Moravia în 1526, ca și în celelalte țări ale Coroanei Boemiei. În timpul cârmuirii habsburgice, au avut loc evenimente importante în istoria Moraviei: ca Războiul de Treizeci de ani și Războaiele Sileziei.
Cele din urmă și, mai târziu, războiul austro-prusac din 1866 au creat pericolul ca Regatul Prusiei să anexeze Moravia și, de asemenea, Boemia, pericol dispărut odată cu întemeierea Imperiului German în 1871.

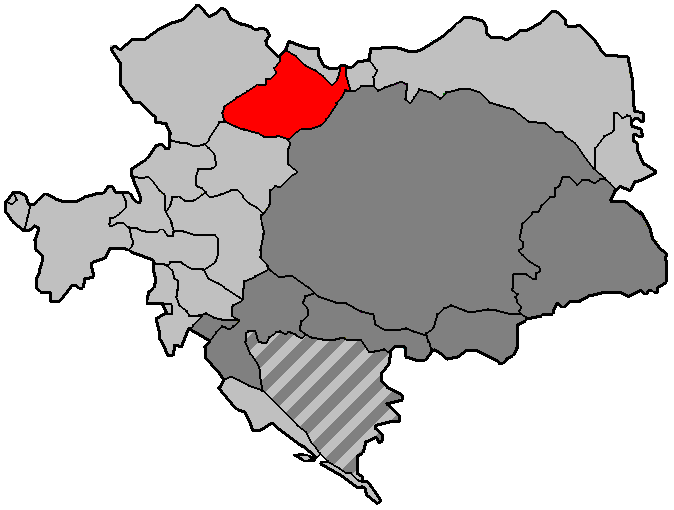
Margrafiatul Moraviei ca parte a Austro-Ungariei

În 1804 Moravia a devenit țară a Coroanei Imperiului Austriac. După Compromisul austro-ungar din 1867 prin care a fost creată monarhia duală Austro-Ungaria, Margrafiatul Moraviei a fost parte a jumătății austriece și a primit drepturi suplimentare devenind monarhie constituțională.

### De la industrializare până la încheierea existenței margrafiatului (1867–1918)

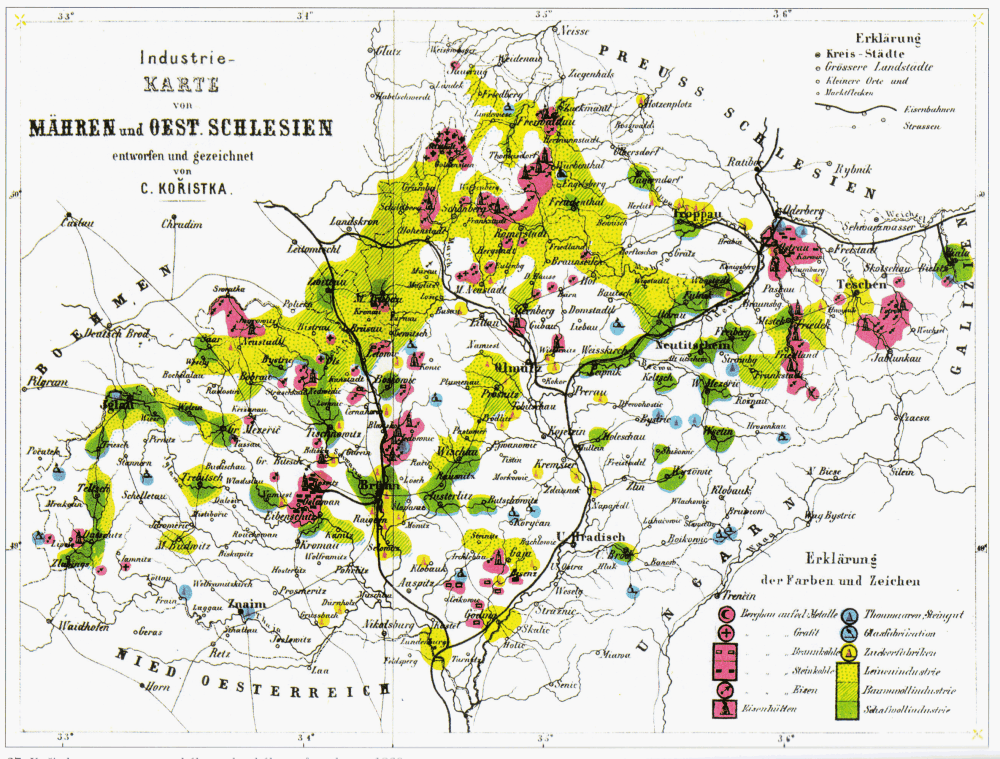
Harta industrială a Moraviei (1860)

Perioada în care Moravia a aparținut Austro-Ungariei a fost una prosperă. Industrializarea și urbanizarea au îmbunătățit nivelul de trai al populației. După Boemia, Moravia a devenit una dintre cele mai progresiste și mai bogate țări ale monarhiei duale.
La începutul secolului al XIX-lea naționalismul în creștere al popoarelor europene s-a manifestat și în Moravia. Primele tensiuni apărute între germanii din Sudeți și cehi au determinat guvernul de la Viena să soluționeze problemele apărute. Așa-numitul „Compromis morav”, pus în practică prin promulgarea a patru legi, a reușit să calmeze în mare măsură conflictele etnice din Moravia, fiind precursorul „Compromisului austro-ceh” .
În timpul Primului Război Mondial împăratul Carol I, care a urcat pe tronul Austro-Ungariei în 1916, a fost ultimul care a purtat titlul de Margraf al Moraviei. La 28 octombrie 1918, câteva zile înainte de dizolvarea Austro-Ungariei (31 octombrie), Moravia a devenit parte a noii Republici Cehoslovace și a existat în aceeași formă ca regiune a acestzei țări până la 1 ianuarie 1949.

### Stat și administrație

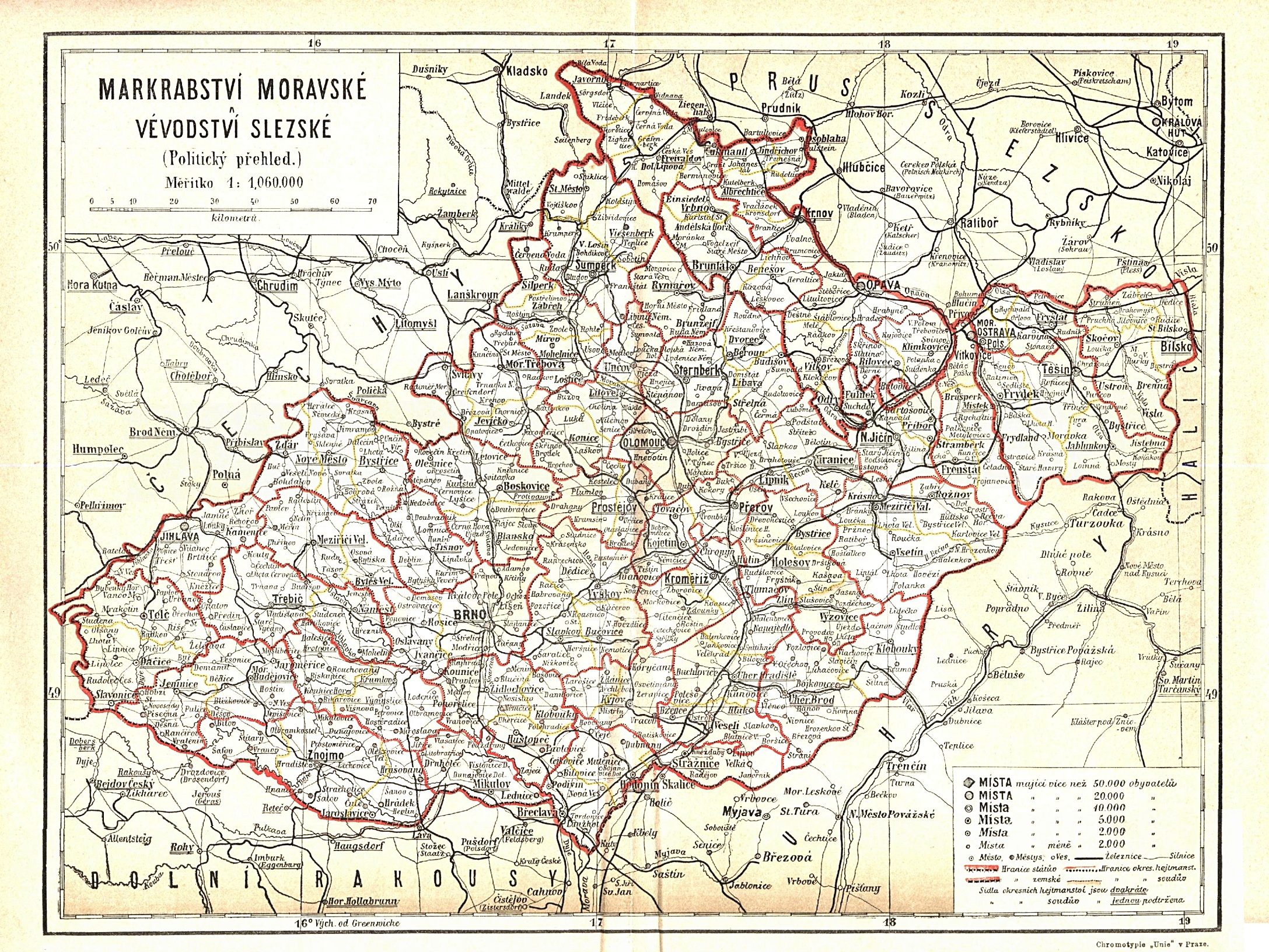
Districtele politice în Moravia și Silezia (1897)

Începând din 1182 când Moravia a fost fondată ca margrafiat de împăratul Frederic I Barbarossa, Moravia a fost un teritoriu al Sfântului Imperiu Roman aflat în nemijlocire imperială. Odată cu dizolvarea imperiului în 1804 Moravia a devenit unitate administrativă a Imperiului Austriac având statut de țară a Coroanei. Din 1861 Moravia a avut parlament propriu ales, care cuprindea 151 de membri și care trimitea reprezentanți la Consiliul Imperial din Viena. Începând din 1867, ca țară aparținând dublei monarhii Austro-Ungaria, Moravia s-a bucurat de o autonomie extinsă ca parte a Cisleithaniei.
Constituția Moraviei a fost adoptată la 30 decembrie 1849 fiind abrogată la 31 decembrie 1851 și reintrodusă la 26 februarie 1861. Formal această constituție a rămas în vigoare până la adoptarea constituției Republicii Cehoslovace în 1920 de către Adunarea Națională Revoluționară. Administrația centrală a statului era condusă de Guvernatorul Imperial din Brno căruia îi erau subordonate direct sau indirect toate funcțiile centrale ale statului, cu excepția curților de judecată. Moravia avea guvern propriu (Landesausschuss) aflat sub conducerea guvernatorului provinciei (Landeshauptmann) care era președintele parlamentului provinciei fiind ales de membrii acestuia. Cele mai importante organe administrative centrale ale statului includeau: Consiliul Școlar de Stat, Consiliul de Sănătate, Direcția de Poliție, Direcția de Finanțe ale Statului, Direcția de Poștă și Telegraf și Direcția de Operațiuni Feroviare de Stat cu sediul la Olomouc, toate celelalte organe centrale ale statului aflându-se în orașul de reședință al Moraviei, Brno.
Inițial, Moravia (încă în timpul dinastiei Přemyslid) a fost împărțită în provincii. Sursele menționează provinciile Brno, Olomouc, Znojmo, Břeclav, Holasice (mai târziu Opava), Bítov. Treptat, însă, s-au realizat reforme administrative și provinciile au devenit regiuni.
Între 1535 și 1849 Margrafatul Moraviei a fost împărțit în feude care aparțineau uneia dintre regiunile Nový Jičín, Olomouc, Brno și Hradiště.
În 1714, în timpul cârmuirii împăratului romano-german Carol al VI-lea, reforma administrativ-teritorială a stabilit șase regiuni: Brno, Jihlava, Znojmo, Olomouc, Přerovský, Hradiště.
Aceste regiuni au fost înlocuite în 1850–1855 de două mari regiuni, Brno și Olomouc, împărțite în 25 de districte. Între 1855 și 1868, Moravia a fost din nou împărțită în 6 regiuni și 76 de districte (în cehă Okres). Apoi regiunile au fost desființate, iar Moravia a fost împărțită doar în districte. La 19 mai 1868 Margrafiatul Moraviei a fost împărțit în 31 de districte provinciale și 6 districte orășnești.
În 1848 a avut loc o nouă restructurare administrativă în urma căreia au fost create districte politice și judiciare mai mici, restructurate din nou în 1861.

## Margrafi ai Moraviei

### Dinastia Přemyslid
- Conrad al II-lea Otto (1182–1191) unită cu Boemia (1189-1197);

- Vladislav I Henric (1197–12 august 1222), al doilea fiu al regelui Vladislau al II-lea al Boemiei și al Iuditei de Turingia;
- Vladislav al II-lea (1223–1227), fiul regelui Ottokar I al Boemiei și al Constanței de Ungaria ;
- Přemysl (1227–1239), fiul regelui Ottokar I al Boemiei și al Constanței de Ungaria;
- Vladislav al III-lea (1239–1247), fiul regelui Venceslau I al Boemiei și al Cunigundei de Hohenstaufen ;
- Ottokar al II-lea (1247–1278), fiul regelui Venceslau I al Boemiei și al lui Cunigundei de Hohenstaufen.

### Alte dinastii
- Rudolf I de Habsburg (1306–1307), fiul regelui romano-german Albert I și al Elisabetei de Gorizia-Tirol;
- Henric de Carintia (1307–1310), fiul ducelui Meinhard de Carintia și al Elisabetei de Bavaria.

### Dinastia Luxemburg
- Ioan (1310–1333), fiul împăratului Henric al VII-lea și al Margaretei de Brabant;
- Carol al IV-lea (1333–1349), fiul regelui Ioan I al Boemiei și al Elisabetei Boemiei;
- Ioan Henric (1349–1375), înfeudat de fratele său, regele Carol al IV-lea;
- Jobst de Moravia (1375–1411), fiul lui Ioan Henric, împreună cu frații săi Ioan Sobeslav (până în 1394) și Procopie (până în 1405);
- Sigismund (1419–1423), fiul împăratului Carol al IV-lea și al Elisabetei de Pomerania.

### Alte dinastii
- Albert al II-lea de Habsburg (1423–1439), fiul ducelui Albert al IV-lea de Habsburg și al Ioanei Sofia de Bavaria;
- Ladislau Postumul (1440–1457), fiul regelui Albert al II-lea de Habsburg și al Elisabetei de Luxemburg;
- George de Poděbrady (1458–1468):
- Matia Corvin (1468–1490), al doilea fiu al lui Ioan de Hunedoara și a Elisabetei Szilágyi.

### Dinastia Jagiellonă
- Vladislav al II-lea (1490–1516), fiul regelui Cazimir al IV-lea Jagiellon al Poloniei și al Elisabetei de Habsburg;
- Ludovic al II-lea (1516–1526), fiul regelui Vladislav al II-lea.

### Dinastia Habsburgică
- Ferdinand I (1527–1564), al patrulea fiu al lui Filip I al Castiliei și al Ioanei de Castilia;
- Maximilian al II-lea (1564–1576), fiul împăratului Ferdinand I și al Annei a Boemiei și Ungariei;
- Rudolf al II-lea (1576–1608), fiul împăratului Maximilian al II-lea;
- Matia I (1608–1617), fiul împăratului Maximilian al II-lea.

Mulți dintre margrafii Moraviei au fost și regi ai Boemiei (în uniune personală). Până în 1918 au existat 46 de margrafi. În timpul cârmuirii împăratului Matia de Habsburg, titlul de Margraf al Moraviei a existat doar formal.

## Economie
Economia Moraviei a fost una dintre cele mai importante fundamente ale Imperiului Habsburgic.
În jurul anului 1900, agricultura era ocupația principală a locuitorilor. Din suprafața totală, terenul arabil reprezenta 54,79 %, pajiștile și grădinile 8,21 %, podgoriilei 0,55 %, pășunile 5,75 %, pădurile 27,44 %. Agricultura producea în principal cereale (în 1903: grâu, secară, orz, ovăz și porumb). De asemenea, se cultiva mei, hrișcă, leguminoase, rapiță, mac, anason, fenicul, in, cânepă și mari cantități de cartofi, sfeclă de zahăr, sfeclă furajeră, varză, trifoi, alte ierburi furajere și fân. Culturile de legume produceau mai ales sparanghel, iar livezile prune. Vița de vie era cultivată pe dealurile dintre Znojmo și râul Morava însumând 12 000 ha. În anul 1900 șeptelul cuprindea: 134 026 cai, 789 552 bovine, 37 683 ovine, 158 726 capre, 455 318 porci, 3 120 520 păsări și 962 stupi.
Materiile prime ale Moraviei sunt: huila, lignitul, minereul de fier, fonta brută, grafitul și cuprul. Numărul muncitorilor angajați în minerit și siderurgie în anul 1900 era de 13 209, iar valoarea producției anuale a fost de 27 768 110 coroane.
Moravia a avut un nivel ridicat de la industrializare. Cea mai importantă ramură era industria prelucrării lânii, industria zahărului din sfeclă (54 de fabrici cu 23  085 de muncitori în 1902). Produsele din fier și oțel, mărfuri turnate, șine, table, țevi etc. sunt furnizate în principal de marile fabrici din Vítkovice, Blansko, Břidličná și Sobotín. Alte produse ale industriei metalurgice includ feronerie, mașini, știfturi de sârmă și tablă de zinc. Alte industrii importante au fost fabricarea îmbrăcămintei și pălăriilor bărbătești, tăbăcirea și fabricarea încălțămintei, distileria de țuică și producția de lichior, fabricarea berii (în 1902: 120 de unități cu o producție de 1 995 504 hl), producția de malț, morăritul, fabricarea produselor chimice, ceramica, fabricarea sticlei și a hârtiei, fabricarea mobilierului din lemn și fabricarea de sticlă și hârtie. Statul avea șase fabrici de tutun în care lucrau 9681 de muncitori. Comerțul a fost semnificativ, exportul incluzând materii prime și produse manufacturate. Moravia avea 1878 km de cale ferată, 12 132 km de între localități și 264 km de căi navigabile.

## Demografie

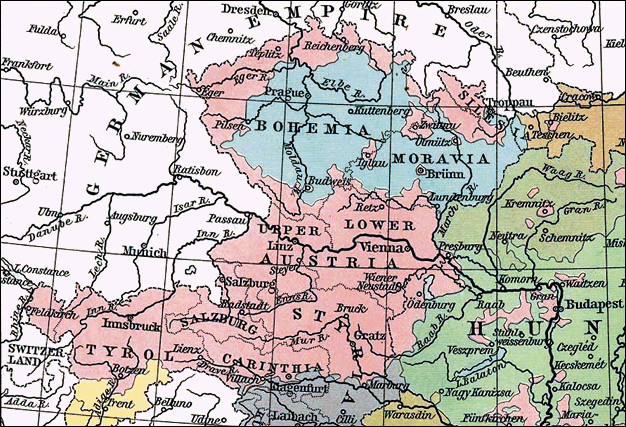
Harta etnică a vestului Austro-Ungariei în 1911 (populația vorbitoare de limbă germană (culoarea roz) și de limbă cehă (culoarea bleu)

După ce evenimente ca Războiul de 30 de ani au determinat o scădere dramatică a populației margrafiatului, în timpul dublei monarhii Austro-Ungaria o creștere demografică puternică (din 1890 până în 1900 s-a înregistrat o creștere de 7,1 %).
| An        | 1851      | 1880      | 1890      | 1900      | 1910      |
| --------- | --------- | --------- | --------- | --------- | --------- |
| Locuitori | 1 799 838 | 2 153 407 | 2 276 870 | 2 437 706 | 2 622 271 |

După naționalitate, populația era preponderent slavă și germană. Germanii trăiau preponderent în teritorii aflate la granițele cu Austria Inferioară și Silezia, în diferite „insule lingvistice” (în jurul prașelor Brno, Olomouc, Jihlava, Zwittau) și în general în orașele mari. Conform recensămintelor, distribuția etnică era următoarea:
| Etnie                         | 1851      | Procentual | 1880      | Procentual | 1890      | Procentual | 1900      | Procentual | 1910      | Procentual |
| ----------------------------- | --------- | ---------- | --------- | ---------- | --------- | ---------- | --------- | ---------- | --------- | ---------- |
| Cehi, moravi, slovaci (slavi) | 1 264 027 | 70,2 %     | 1 507 327 | 70,0 %     | 1 590 513 | 69,9 %     | 1 727 270 | 70,9 %     | 1 911 319 | 71,7 %     |
| Germani                       | 497 654   | 27,6 %     | 628 907   | 29,2 %     | 664 168   | 29,2 %     | 675 492   | 27,7 %     | 734 712   | 27,6 %     |
| Polonezi                      |           |            | 3083      | 0,1 %      | 5039      | 0,2 %      | 15 560    | 0,6 %      | 15 972    | 0,6 %      |

Din punct de vedere al organizării Bisericii, în Moravia exista Episcopia de Olomouc, căreia îi este subordonată și astăzi Episcopia de Brno. Au existat 18 congregații protestante subordonate Superintendenței Moraviei și Sileziei. În aproape toate comunitățile importante existau comunități religioase evreiești (în total 50). Au existat și câteva comunități mai mici, cum ar fi Biserica Ortodoxă și Mișcarea husiților.
| Confesiune      | 1900      | Procentual |
| --------------- | --------- | ---------- |
| Romano-catolici | 2 325 057 | 95,4 %     |
| Protestanți     | 66 365    | 2,7 %      |
| Evrei           | 44 255    | 1,8 %      |

## Educație și cultură
Moravia a avut una dintre cele mai ridicate rate de alfabetizare din Austro-Ungaria.
Margrafiatul avea la Brno un colegiu tehnic german și unul ceh, două școli teologice, 30 de gimnazii, 28 de școli secundare, unsprezece colegii de formare a profesorilor, patru școli de comerț, alte 15 colegii tehnice, patru școli comerciale superioare, 46 de școli agricole și forestiere, o școală de minerit, un liceu militar și 2647 de școli primare.
Din punct de vedere cultural, Moravia a cunoscut o perioadă de glorie mai ales în faza finală a margrafiatului. În special, naționalismul și separatismul morav reapărut parțial după dizolvarea Republicii Cehoslovace în 1992 continuă să conducă la o glorificare a perioadei în care Moravia a fost în mare măsură autonomă. Noile realizări științifice și economice au avut ca efect creșterea nivelului de trai al populației. Acest lucru a fost evident în special în dezvoltarea celor mai importante orașe, ca Brno și Olomouc, care s-au extins foarte mult și au devenit centre importante culturale și politice.

## Istoria confesională

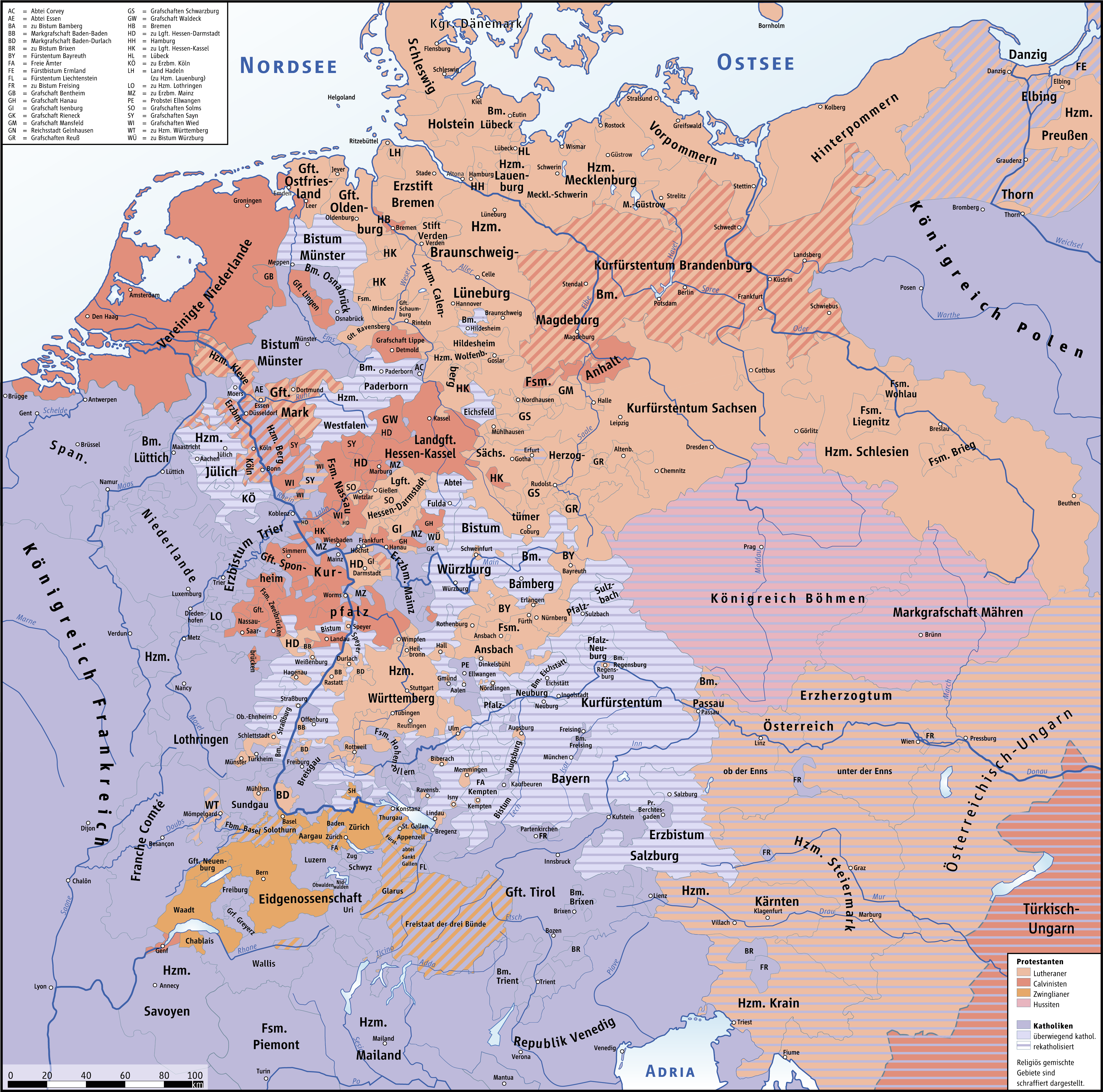
Harta cultelor în Europa Centrală 1618 (nuanțe de roșu - protestante; nuanțe de albastru catolice)

Înainte de 1436 singura confesiune recunoscută în Margrafiatul Moraviei era catolicismul.
Arderea pe rug a teologului reformator Jan Hus la 6 iulie 1415 a stârnit proteste violente în Regatul Boemiei. Apoi au apărut diverse mișcări reformatoare numite „husite” îndreptate împotriva Bisericii Romano-Catolice, care s-au răspândit printre moravii vorbitori de limbă cehă. Urmare a conflictelor cu Biserica Romano-Catolică, între anii 1419 și 1434 s-au desfășurat Războaiele Husite. Margrafiatul a atins stabilitatea religioasă abia în 1485.
Utrachiștii husiți, care reprezentau majoritatea populației creștine laice, au fost recunoscuți legal în Margrafiatul Moraviei în 1436 printr-un acord convenit la Conciliul de la Basel. Totuși, în Moravia exista o minoritate destul de numeroasă de catolici, mulți dintre aceștia fiind membri ai nobilimii care au controlat de facto țara până la începutul Războiului de 30 de ani. Credința husită a noului rege al Boemiei (și margraf al Moraviei), George de Poděbrady, a cauzat indignare în Europa catolică și a a avut ca urmare războiul cu regele maghiar, Matia Corvin, desfășurat între 1468 și 1479, și încheiat cu Pacea de la Olomouc. Țările coroanei boeme, în special Moravia și Silezia, au fost cucerite și readuse la catolicism. Odată cu încheierea acestei păci, Corvin a renunțat la alte pretenții în Boemia, dar a păstrat teritoriile boeme Moravia, Silezia, Luzacia Superioară și Inferioară, precum și titlul de rege al Boemiei. Pretențiile suveranității boeme ale primului care murea, urma să revină celui care supraviețuia. Această prevedere a păstrat unitatea constituțională a coroanei Boemiei, chiar dacă au existau doi regi. În 1490, odată cu moartea lui Matia Corvin, Vladislav al II-lea a devenit rege al Boemiei reușind să dobândească și tronul Ungariei.
În 1485 „Contractele de la Basel” au fost confirmate de stările boeme din Kutná Hora. „Constituția provincială” emisă de Vladislav al II-lea în 1500 nu a introdus nicio restricție juridică pentru husiți. Dieta Boemiei din 1512 a prelungit acest acord pentru „eternitate”. Toate aceste trei contracte au fost aplicate, de asemenea, în Margrafiatul Moraviei.
Începând din 1520 influența reformei luterane a crescut treptat în regat. Luteranismul se răspândise mai ales în rândul populației germane din Moravia. Din 1525 au apărut diverse comunități anabaptiste (de exemplu la Mikulov). În 1575 la inițiativa țărilor necatolice ale Coroanei Boemiei a apărut scrierea evanghelică Confessio Bohemica (reprezentând o mărturisire de credință) a neo-utraschiștilor și luteranilor husiți. Calvinismul a ajuns în Margrafiatul Moraviei la sfârșitul celei de-a doua jumătăți a secolului al XVI-lea. Datorită diversității confesionale a protestantismului în Boemia, formarea unei biserici regionale proprii nu a avut succes. Cultele protestante au fost recunoscute ca denominațiuni permise prin Scrisoarea Majestății emisă în 1609.
În 1618, odată cu cea de-a doua defenestrare de la Praga, a izbucnit Războiul de Treizeci de Ani. În 1619 Margrafiatul Moraviei s-a unit cu alte țări ale coroanei boemiei (Boemia catolico-husită, Silezia luterană, Silezia Luzaciană catolico-luterană și Luzacia luterană) pentru a forma Confederația Boemiei. În timpul cârmuirii regelui calvinist Frederic al V-lea al Palatinatului, Confederația a declarat de facto protestantismul religie de stat.
După Bătălia de la Muntele Alb din 1620, marea majoritate a husiților și a celorlalți protestanți au fost convertiți forțat la catolicism, expulzați sau exilați în alte țări protestante. Margrafiatul Moraviei a devenit aproape exclusiv romano-catolic, cu mici comunități protestante care au fost discriminate de către autoritățile romano-catolice habsburgice. Un sentiment anticatolic a dus în 1920 la separarea Bisericii Husite Cehoslovace de Biserica Romano-Catolică și continuă să modeleze Biserica Romano-Catolică Cehă și în prezent.

## Galerie de imagini

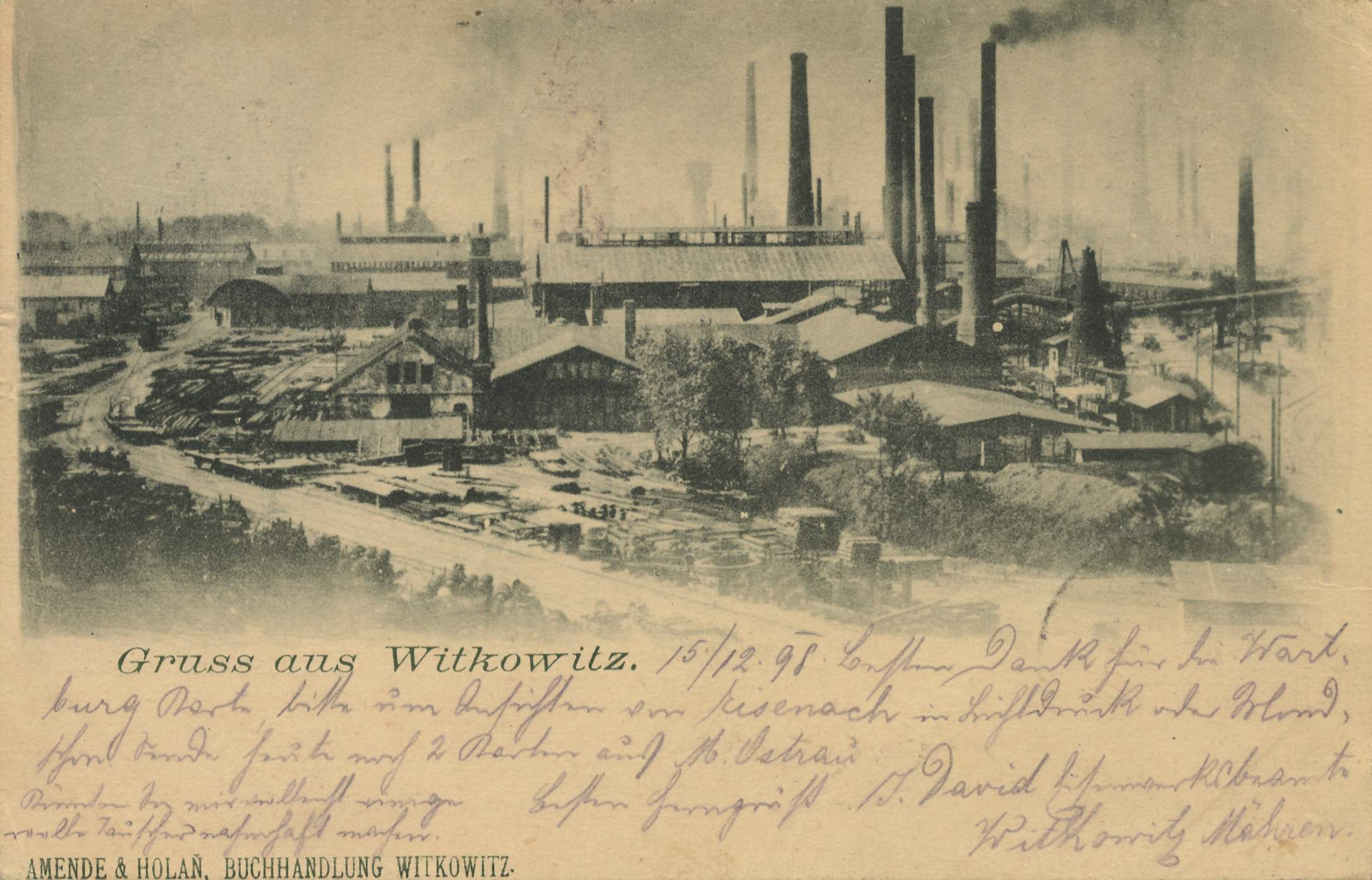
Exploatare minieră și industrială metalurgică în Witkowitz (carte poștală, 1898)
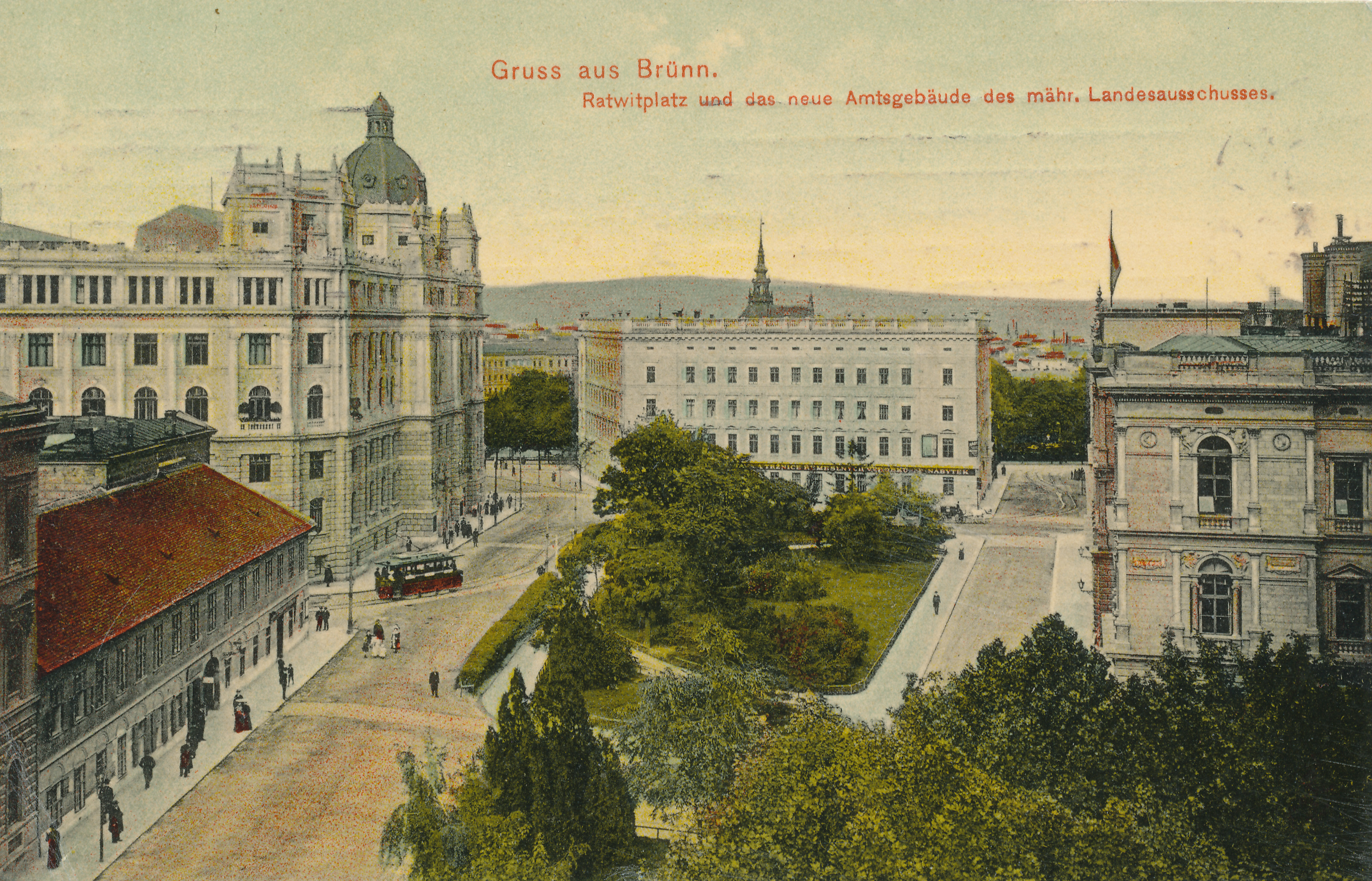
Orașul Brno (carte poștală, 1908)
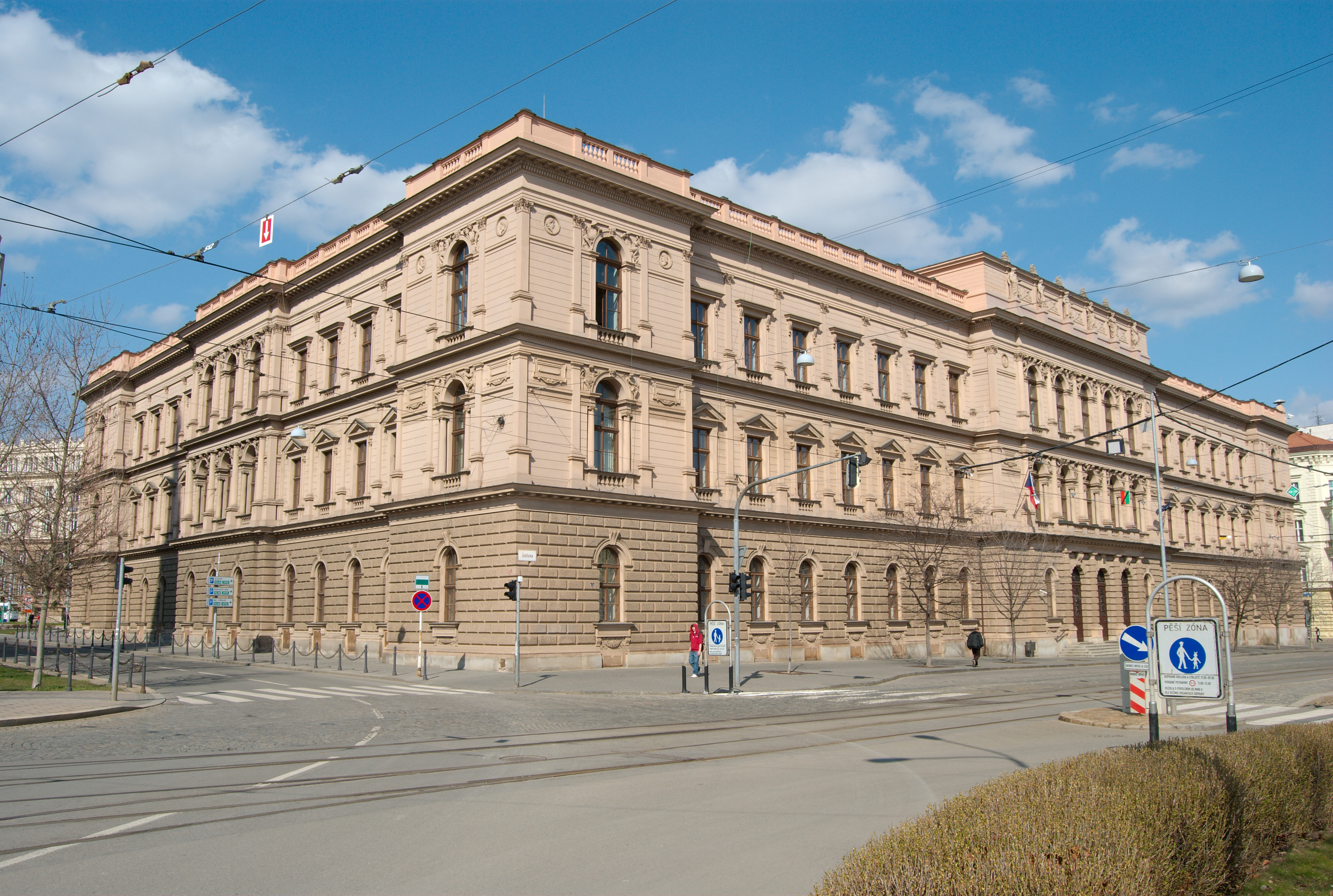
Parlamentul Moraviei (astăzi sediul Curții Constituționale a Republicii Cehe)
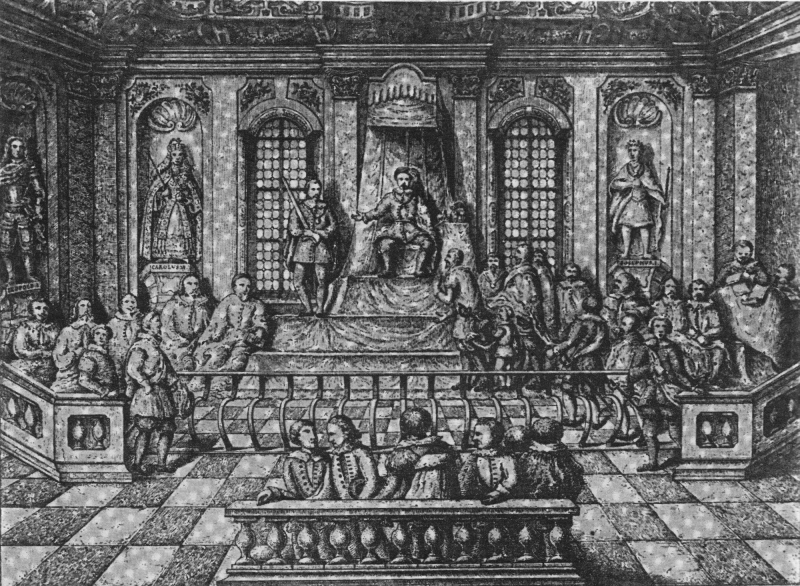
Dieta Margrafiatului Moraviei în secolul al XVII-lea (1620)